# Anders Södergren

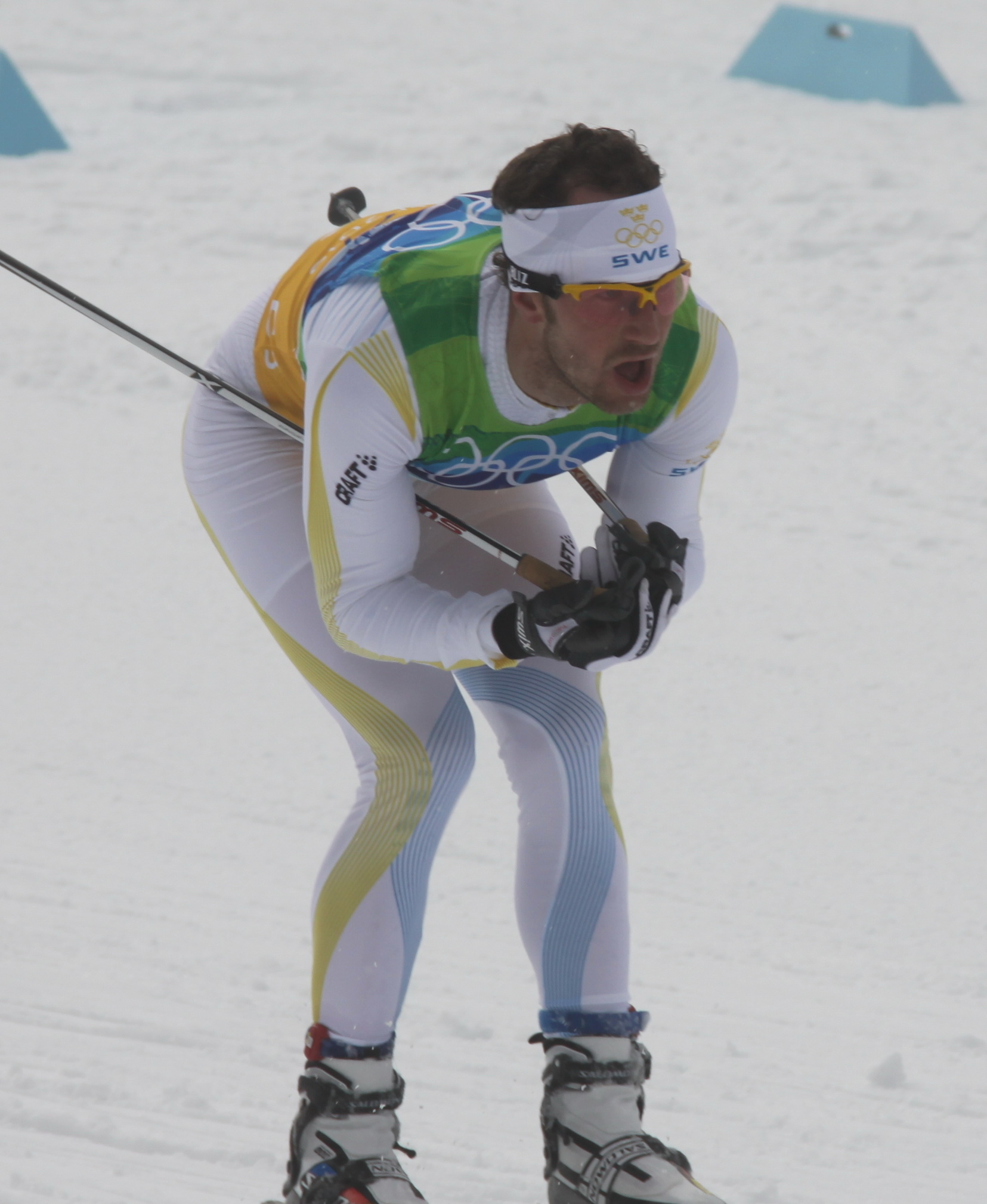
Anders Södergren under vinter-OS 2010.

Hans Anders Södergren, född 17 maj 1977 i Söderhamns församling i Gävleborgs län, är en svensk före detta längdåkare.

## Biografi
Anders Södergren och tvillingbrodern Pär var båda skidtalanger, och tävlade för IFK Bergvik, men brodern tvingades sluta på grund av skador. Innan skidor blev huvudidrott provade Anders Södergren på bland annat fotboll, bordtennis, segling, simning och löpning men vid 16 års ålder föll valet på skidåkning. Södergren valde dock bort att gå på ett skidgymnasium utan gick istället teknisk linje på Staffangymnasiet i Söderhamn.
Anders Södergren är majoritetsägare och verkställande direktör i aktiebolaget Camp Södergren som erbjuder lägenheter vid Östersunds skidstadion. 
Hans moderförening är IFK Bergvik men han tävlar numera för Hudiksvalls IF. Södergren är gift och har två döttrar.
Södergren vann SVT:s Mästarnas mästare 2019.

## Meriter
Södergrens främsta individuella meriter är två andraplatser i VM, dels på 50 km i VM i Val di Fiemme 2003, dels på 2x15 km dubbeljakt i VM i Liberec 2009. Förutom silvermedaljerna har han vunnit tre världscuplopp, varav två i Holmenkollens klassiska femmil: första gången 2006 och andra gången 2008. 2009 vann hann i 15 km klassisk stil i Val di Dentro. Han har även fyra andraplatser och fem tredjeplatser i världscupen. Dessutom har han vunnit tolv SM-guld och tre bronsmedaljer i stafett från OS och VM.
Södergren bidrog i vinter-OS 2010 i Vancouver till att Marcus Hellner fick guld och Johan Olsson brons i skiathlon 30 km genom att bromsa klungan. I samma mästerskap tog han senare OS-guld när det svenska herrlaget vann stafetten 4 x 10 km och där han åkte tredje sträckan. Dessutom kom han på tionde plats i skiathlon 30 km samt var 25:a i 15 km fristil.
Södergren har en karakteristisk åkstil som (förmodligen) beror på hans långa överkropp. Hans åkning karakteriseras annars av hans dragvillighet och han rankas av många som en av de åkstarkaste i hela världscupen. Samtidigt var det hans största chans till att komma på pallen eftersom han var något svagare i spurten.
Södergren uppskattades oftast av sina konkurrenter som en mycket ödmjuk person. Han var till exempel lika påhejad av den norska publiken som de norska åkarna när de tävlade i Holmenkollen.
Södergren tilldelades Svenska Dagbladets guldmedalj 2010 tillsammans med Daniel Rickardsson, Johan Olsson och Marcus Hellner som delades ut på Svenska idrottsgalan 2011.
Efter säsongen 2014/2015 avslutade Södergren sin elitkarriär.

## Världscupsegrar
| Datum            | Ort           | Disciplin       |
| ---------------- | ------------- | --------------- |
| 11 mars 2006     | Holmenkollen  | 50 km fristil   |
| 8 mars 2008      | Holmenkollen  | 50 km fristil   |
| 14 februari 2009 | Val di Dentro | 15 km klassiskt |